# Ctenochira propinqua
Ctenochira propinqua là một loài tò vò trong họ Ichneumonidae.